# 英国国家公园

分布图

英国国家公园是英国国会据《國家公園和土地使用法案》建立的国家公园，名义上共有14个，但布罗兹湿地国家公园也享有同等待遇。英国的国家公园其实并非完全的保护区，其中有相当一部分包括了人类的城镇，并非IUCN所定义的“国家公园”。英格兰有10个国家公园，威尔士有三个，苏格兰有两个。据《1995年环境法》（Environment Act 1995），英国国家公园建立了自己的主管机构，只有湖区和峰区由当地郡议会管理。